# Ulrich K. Laemmli
Ulrich Karl Laemmli (Onex, 1940) è un biochimico e biologo svizzero, professore di biologia molecolare presso l'università di Ginevra.
Laemmli è stato un pioniere nell'analisi della struttura dei cromosomi ed è noto per aver affinato la tecnica della SDS-PAGE, una procedura ampiamente utilizzata per la separazione elettroforetica delle proteine. La sua pubblicazione su Nature del 1970 sulla descrizione della tecnica elettroforetica è tra gli articoli accademici più citati di sempre in ambito biologico.

## Ricerca
La sua produzione scientifica riguarda principalmente lo studio dell'organizzazione dei cromosomi e della cromatina all'interno dei nuclei cellulari.
Uno dei suoi contributi maggiori fu il miglioramento della SDS-PAGE, una tecnica elettroforetica già molto diffusa per la separazione delle proteine. Il Laemmli buffer da lui descritto nel 1970 è una soluzione a base di Tris-HCl contenente glicerolo, SDS, beta-mercaptoetanolo e il colorante blu di bromofenolo utilizzata per il caricamento dei campioni proteici in elettroforesi su gel di poliacrilammide.

## Riconoscimenti
Nel 1996 venne insignito del Premio Louis-Jeantet per la medicina per i suoi studi sulla struttura dei cromosomi.
Nel 2006 è stato eletto membro dell'American Association for the Advancement of Science.